# إعلان تأسيس الإمبراطورية الألمانية
تم إعلان الإمبراطورية الألمانية، والمعروف أيضًا باسم دويتشه رايشجرندونج، في يناير عام 1871 بعد الانتصار المشترك للولايات الألمانية في الحرب الفرنسية البروسية. نتيجة للمعاهدات التي تمت في نوفمبر عام 1870، انضمت ولايات بادن الألمانية الجنوبية، هيس دارمشتات، مع أراضيها جنوب الخط الرئيسي، فورتمبيرغ وبافاريا، إلى «الاتحاد الألماني» البروسي في 1 يناير 1871. في نفس اليوم، دخل الدستور الجديد للاتحاد الألماني حيز التنفيذ، وبالتالي مدد بشكل كبير الأراضي الألمانية الفيدرالية إلى الإمبراطورية الألمانية التي تم إنشاؤها حديثًا. أصبح يوم تأسيس الإمبراطورية الألمانية، 18 كانون الثاني (يناير)، يومًا للاحتفال، وذلك عندما أعلن الملك البروسي وليام الأول الإمبراطور الألماني في فرساي.

## إعلان إمبراطوري في فرساي

### خلفية
مسألة الثنائية الألمانية تعقد تحالف الدول الألمانية بعد حروب نابليون. هل تضم ألمانيا الموحدة النمسا أو تستبعدها؟ وفقًا للمستشار البروسي أوتو فون بسمارك، فإن أي توحيد كان ممكنًا فقط بدون النمسا، لأن مملكة هابسبورغ كانت مرتبطة، في الواقع، اقتصاديًا وعسكريًا، ليس فقط بالولايات الألمانية الأخرى ولكن أيضًا بالولايات السلافية في شبه جزيرة البلقان. أدت الحرب البروسية النمساوية عام 1866 إلى تفكك الاتحاد الألماني الذي تأسس عام 1815 بعد معاهدة براغ. وكانت النتيجة نظام التحالف الألماني تحت هيمنة بروسيا. بعد النصر البروسي في معركة هراديك كرالوف، وضد رغبات هابسبورغ، نجح بسمارك في تشكيل اتحاد شمال ألمانيا كتحالف عسكري في أغسطس 1866 دون النمسا. بعد عام، أصدر اتحاد شمال ألمانيا دستوراً وأصبح دولة.